# ミュージック・マシーン
ミュージック・マシーン（The Music Machine）は、1966年にカリフォルニア州ロサンゼルスで結成されたアメリカのロックバンド。

## 概要
チーフ・ソングライターでリード・ヴォーカリストのショーン・ボニウェルを中心に、バンドは特徴的なダークで反抗的なイメージを、奔放な音楽的アプローチに反映させていた。時には歪んだギター・ラインや幻覚作用のあるオルガン・パートを使い、ボニウェルの独特な喉越しのヴォーカルがそれを際立たせた。全米チャートでの成功は2枚のシングルで短期間にとどまったが、ミュージック・マシーンは今日、多くの批評家から1960年代の画期的なアーティストのひとつとみなされている。彼らのスタイルは、現在ではプロト・パンクの先駆的存在として認識されているが、比較的短期間のうちに、典型的なガレージ・バンドのフォーマットを超えた、より複雑な歌詞と楽器のアレンジを採用し始めた。
1965年、バンドはラガマフィンズとして知られるフォーク・ロック・トリオとして結成され、その後、後にミュージック・マシーンと改名されるクインテットへと拡大した。グループは全身黒ずくめの服装で知られていた。1966年、ミュージック・マシーンはオリジナル・サウンドと契約し、その年の後半に最初のシングル「Talk Talk」をリリース、ビルボード・ホット100のトップ20にランクインした。デビュー・アルバム『（Turn On）ザ・ミュージック・マシーン』と中程度のヒット曲「ザ・ピープル・イン・ミー」がそれに続く。1967年後半、バンドのオリジナル・ラインアップは、経営と財政上の争いの末に分裂した。ボニウェルはザ・ボニウェル・ミュージック・マシーンという名前でグループを再結成。1968年、セカンド・アルバム『The Bonniwell Music Machine』を発表するが、グループは1969年初めに解散。

## ヒストリー

### 結成〜活動初期 (1965–1966)
バンドの核は、ショーン・ボニウェル（リード・ヴォーカル、リズム・ギター）がキース・オルセン（ベース・ギター）、ロン・エドガー（ドラムス、1946年6月25日、ミネソタ州ミネアポリス生まれ）とジャム・セッションに参加したときに形成された。2人ともフォーク・ミュージック・サーキットで知り合った。すでに "フォーキー "としての練習を積んでいたボニウェルは、ウェイファーラーズのヴォーカリストとしての経験があった。この伝統的フォーク・コンボは、すでに地域的な成功を収めていた。3枚のアルバムをリリースし、リハーサルの重要性を主張するボニウェルの経験を土台にしていた。ボニウェルはこのグループで旅をし、レコーディングをするうちに、後にミュージック・マシーンで表面化することになるいくつかの曲を書き始めた。しかし、ウェイファーラーズの伝統主義的な音楽は、ボニウェルにとって息苦しいものだった。オルセンは以前、ゲイル・ガーネットのバック・バンドで演奏しており、エドガーはボヘミアン・フォーク・クインテット、ゴールドブライアーズのメンバーだった。エドガーは、後にサンシャイン・ポップの祖となるカート・ベッチャー（彼のキャリアは、1960年代後半にミュージック・マシンの様々なメンバーと交錯することになる）をフィーチャーしたアルバム『GoldeBriars』に参加した。ゴールドブライアーズでは、エドガーがサード・アルバムに参加し、エピック・レコードからリリースされる予定だったが、アルバムがリリースされる前にグループは解散した。
1965年、3人は独自のフォーク・ロック・グループ、ラガマフィンズを結成し、伝統的なルーツから離れ、より異端なスタイルを取り入れたレパートリーでロサンゼルスで活動を始めた。グループはまた、2000年のアルバム『イグニッション』まで未発表だった4曲も録音しており、これはバンドがミュージック・マシーンに発展する前の過渡期を象徴している。ボニウェルとオルセンは、バンドがボニウェルのガレージで厳格なリハーサル体制を整える一方で、音楽の質感を熱心に試していた。ラガマフィンズは自家製ファズ・トーン・スイッチ用のハードウェアを購入した。ボニウェルは当初から、標準的なE音からD♭音まで楽器を下げるようバンドメンバーに指示し、他にはないグループの響きを確保した。その結果、ラガマフィンズはボトムヘビーで不吉なサウンドになった。さらに、グループは黒の服を着るようになり、黒く染めた髪、トレードマークの一枚革の手袋を身につけ、人目を引く統一感のあるバンド・イメージを打ち出し、これは後に1970年代のパンク・アクトに影響を与えることになった。
オーディションの結果、マーク・ランドン（リード・ギター）とダグ・ローズ（オルガン）が加入することになった。マーク・ランドンは以前、アソシエーションのセッション・ミュージシャンだった（その最初のアルバムはベッチャーがプロデュースした）。ラインナップの刷新を反映して、ボニウェルはバンド名をミュージック・マシーンに変更した。ボニウェルは、この名前をつけたもうひとつの理由をこう説明した。「つまり、私たちは1時間10分くらいステージにいて、ずっとノンストップで演奏していた、だから私は私たちをミュージック・マシーンと呼んだんだ」。バンドはロサンゼルスのクラブでのパフォーマンスで確固たる評判を確立した。ボニウェルが事実上のリーダーであり、バンドの創造的な力となって、ミュージック・マシーンは60年代の硬質なパンクとサイケデリアをブレンドし、ボニウェルの自作曲といくつかのカバー曲を含むレパートリーを展開し始めた。バンドのサウンドを際立たせたのは、ボニウェルの権威ある多彩なボーカルであり、エネルギッシュなテクニックと、長く続くパッセージでの異常に優れたイントネーション、そしてフレーズを一連のゆっくりとした脈動に分解する能力を持っていた。ザ・ミュージック・マシーンの芸術的な姿勢は、ランドンの軽快なギター、オルセンの残響のあるベース、エドガーのシンバルを突き刺すようなドラミングによっても強調され、同時代のバンドの多くよりもハードエッジなサウンドを生み出していた。

### 商業的な成功 (1966–1967)
レコード・プロデューサーのブライアン・ロスは、ハリウッド・レギオン・レーンズというボーリング場でミュージック・マシーンを偶然見つけ、オリジナル・サウンドとレコーディング契約を結んだ。1966年7月30日、バンドはロサンゼルスのRCAスタジオに入り、ボニウェルのオリジナル曲「Talk Talk」と「Come on In」をレコーディング、この曲は当初、グループのデビュー・シングルのA面になる予定だった。ボニウェルはバンドを結成する1年前に「Talk Talk」を作曲しており、スタジオではミュージック・マシーンが、2音のファズ・ギターのリフやエドガーの正確なドラミング・テクニックなど、アレンジの構造を引き締めるために意見を出し合った。グループの献身的なリハーサルのおかげで、レコーディング・セッションはミュージック・マシンが2曲を完成させるのに3テイクしか必要とせずに終了した。バンドは「Come on In」のアセテートに満足したものの、メンバーは「Talk Talk」が彼らを全米チャートに押し上げると確信していた。
「Talk Talk」は1966年9月10日にオリジナル・サウンドからリリースされ、ビルボード・ホット100で15位まで上昇。また、キャッシュボックスでは21位、レコード・ワールドでは18位を記録した。わずか1分56秒という比較的短い曲のため、「Talk Talk」はトップ40ラジオや競合するアンダーグラウンドFM局で好評を博した。ミュージック・マシンのヒットは、1966年の主流放送に登場したシングルの中で、間違いなく最も過激なものだった、音楽史家のリッチー・ウンターバーガーは、この現象を「皮肉、反抗、自己憐憫、パラノイアを織り交ぜた社会的疎外への叫び」と表現している。実際、ボニウェルのプログレッシヴな歌詞とアレンジは、ドアーズやアイアン・バタフライ、そして後のパンク・バンドに影響を与えたと言われている。シングルのリリース後、ミュージック・マシーンは、ビーチ・ボーイズ、クエスチョン・マーク・アンド・ザ・ミステリアンズ、クライド・マクファターらと組んで、3ヶ月にわたる過酷な全米ツアーに乗り出した。アメリカ南部での反応は芳しくなく、彼らの黒い衣装が批判された。とはいえ、ほとんどの場合、彼らの統一されたイメージは、ミュージック・マシーンが全国的に認知されるのに大いに役立った、 特に、テレビ番組『Where the Action Is』、『American Bandstand』、『Shindig!』などで評価を得た。
長い全国ツアーの後、ミュージック・マシーンはデビュー・アルバム『（ターン・オン・）ザ・ミュージック・マシーン』をレコーディングするためにスタジオに戻った。レコード会社が有名な曲であればレコードの売り上げが伸びるだろうという期待から、「Cherry, Cherry」、「Taxman」、「See See Rider」、「96 Tears」といった他者の曲を選んだ。こういった曲とオリジナル曲が比較されることがボニウェルの不興を買った。フォーク・スタンダード「ヘイ・ジョー」のゆったりとした、ムーディーでファズを多用したアレンジは、後のジミ・ヘンドリックスのバージョンに強く似ている。ボニウェルがこの曲を初めて聴いたのは1962年、ハモサビーチのクラブだった。彼はこの曲のテンポが速すぎると感じ、ウェイファーラーズを説得してスロー・バージョンをレコーディングさせようとしたが失敗に終わった。1966年初頭にティム・ローズの演奏が地元で成功したのを聞いた後、歌詞を変えてこのコンセプトを再検討した。ボニウェルは、"ヘイ・ジョー "で顕著な彼の喉の奥に響くようなヴォーカルを、「30日間のツアー後のアルバム『ターン・オン』のレコーディングのおかげだ。私はほとんど話すこともできず、ましてや歌うこともできなかった」と述べた。このアルバムの欠点にもかかわらず、（ターン・オン・）ザ・ミュージック・マシーンはビルボード200で75位を記録した。1967年1月21日、このアルバムからの曲「ザ・ピープル・イン・ミー」がグループ2枚目のシングルとしてリリースされた、 
しかし、当初この曲をライバル局に独占配信したことでバンドのマネージメントがラジオ幹部を怒らせたため、全国66位で失速した。

### ボニウェル・ミュージック・マシーン　(1967–1969)
『(Turn On）The Music Machine』のリリース直後、バンドは再び全米ツアーのブッキングを受けた； グループはモンタレー・ポップ・フェスティバルへの出演を希望したが、日程には含まれていなかった。多忙なツアーの合間を縫って、ミュージック・マシーンはニューヨークのRCAスタジオとニューオーリンズのコジモ・マタッサのスタジオでボニウェルのオリジナル曲のデモを行ない、その後ロサンゼルスで曲を磨き上げた。このセッションから生まれたのが、1967年4月にリリースされたグループの3枚目のシングル「ダブル・イエロー・ライン」で、ビルボード・ホット100の111位にランクインした。その後リリースされた『Eagle Never Hunts the Fly』はチャートインに失敗した、 が、ボニウェルの力作と評された。ロスは次のように称賛している「サウンド的に説得力のある作品だ、当時としては、聴き応えのある作品だった。このようなサウンドをシングルレコードに収められるか心配になるほどだった」。
1967年5月、オリジナル・ラインナップは最後のレコーディングを行ない、「Astrologically Incompatible」、「Talk Me Down」、「The Day Today」を完成させた。バンドの最初の解散につながった問題のひとつは、プロデュース契約の一部として、"ミュージック・マシーン "の名前がロスの所有となり、ロスはグループにほとんど印税を支払っていなかったことだ。オルセン、エドガー、ローデスの3人は、ボニウェルにプロジェクトを引き継がせたまま、ベッチャーとオルセンが発案したサンシャイン・ポップ・グループ、ミレニウムに参加した。ミレニウムは1968年に1枚のアルバム『Begin』をレコーディングした後、解散した。元ミュージック・マシーンの3人は、ベッチャーが次に手がけたゲイリー・アッシャーとのスタジオ・グループ、サジタリウスにも参加した。このグループは、エドガーとローデスが脱退する前にアルバム『Present Tense』をリリースし、シングル「My World Fell Down」はそこそこの成功を収めた。オルセンはサジタリウスの2枚目のアルバム『The Blue Marble』（ベッチャーはほとんど関与していない）のレコーディングに参加し、その後1970年代にレコード・プロデューサーとして成功を収めた。
それでもめげずに、ボニウェルはオリジナル・サウンドとのレコーディング契約をワーナー・ブラザース・レコードに移籍する交渉に成功した。ボニウェルは、より高い独立性を求めて、オリジナル・サウンドとのレコーディング契約をワーナー・ブラザース・レコードに移籍する交渉に成功した。ミュージック・マシーンとオリジナル・サウンドの関係は終わりを告げようとしていたが、同レーベルは1968年、ヘンドリックスの「ヘイ・ジョー」での成功に乗じて「ヘイ・ジョー」をシングルとしてリリースした。プロデューサーのポール・バフと組んだボニウェルのソロ・プロジェクトもあり、その結果、"Nothing Is Too Good for My Car "という珍しいシングルがフレンドリー・トーピードーズ名義でリリースされた。シングルのリマスターリリースのライナーノーツを作曲したライターのグレッグ・ルッソは、「このサイドプロジェクトはボニウェルにとって混乱を招く過渡期に開始され、その曲「シチズン・フィアー」も生み出されたが、2000年のイグニション・アルバムまで配信されなかった」と説明している。会社のプレッシャーから解放されたボニウェルは、セッション・ミュージシャンのエド・ジョーンズ（ベース）、ハリー・ガーフィールド（オルガン）、アラン・ウィズダム（リード・ギター）、ジェリー・ハリス（ドラム）と共に、ボニウェル・ミュージック・マシーンと改名した新しいバンドを結成した。
1967年3月、ボニウェルとロスはユナイテッド・ウェスタン・レコーダーズで新しいラインナップを迎え、セカンド・アルバム『ボニウェル・ミュージック・マシーン』を録音した。レコーディングとミキシング作業は、ほとんどボニウェル一人で丹念に進められた。彼は、アルバムのコンセプトを発展させようとする新しいバンドメンバーの努力には感謝していたが、プロジェクトのまとまりのなさには幻滅していた。彼はさらにこう説明する「ワーナー・ブラザーズのアルバムは、とても折衷的なアプローチをとっている。曲作りだけでなく、レコーディングに対する私のアプローチも探検的だった」。アルバム収録曲のうち6曲は、コジモ・マタッサのスタジオとRCAスタジオで行われたファースト・ラインナップのセッションの残りである。その結果、サイケデリアやAORへの探求的なアプローチを含む、さまざまな音楽スタイルが生まれた。1968年2月10日、『ボニウェル・ミュージック・マシーン』がリリースされたが、商業的な成功はほとんどなかった。その結果、ボニウェル・ミュージック・マシーンは一般大衆からほとんど忘れ去られ、セカンド・ラインナップは1968年7月に解散した。

### 解散とその後
ボニウェル・ミュージック・マシーンの最終バージョンは、入れ替わり立ち替わりミュージシャンが参加して結成された。さらに2枚のシングルがワーナー・ブラザース・レーベルからリリースされたがほとんど注目されず、1969年3月にベル・レコードからグループ最後のシングル「Advice and Consent」がリリースされた。音楽業界に幻滅し、ミュージック・マシンの模倣グループとツアーをしなければならなくなったボニウェルは、バンド名の権利を放棄し、ソロ・アーティストとしてキャピトル・レコードと契約した。T.S.ボニウェル名義でレコーディングしたアルバム『クローズ』では、詩的な傾向の強いボニウェルがストリングスやオーケストラのアレンジを探求した。このアルバムのリリース後、ボニウェルは東洋の神秘主義を学び、瞑想と菜食主義を実践するという、彼が「西洋化された教祖の時代」と呼ぶものに旅立った。
解散後、バンドはすっかり忘れ去られていたが、ミュージック・マシーンとその音楽は1980年代後半に復活を遂げた。ライノ・レコードがナゲッツのコンピレーション・アルバム『Nuggets Volume 1: The Hits』と『Nuggets, Volume 2: Punk』に楽曲を収録したことに始まり、1984年にはアルバム『The Best of the Music Machine』をリリース。『Beyond the Garage』、『The Very Best of the Music Machine』、『Ignition』といった他のコンピレーションも、ミュージック・マシーンが大衆の関心を取り戻すのに貢献した。さらに、「Talk Talk」と「Double Yellow Line」は1998年の拡張ボックスセット 『ナゲッツ：オリジナル・アーティファクト・フロム・ザ・ファースト・サイケデリック・エラ、1965-1968』に収録されている。
2000年、ボニウェルは自伝『ビヨンド・ザ・ガレージ』を出版し、ミュージック・マシーンでの経験やグループ解散後の生活を回想した。2004 年のボニウェル・ミュージック・マシーンの新バージョンは、スペインで開催されたワイルド・ウィークエンド・フェスティバルの一夜のヘッドライナー出演を含むヨーロッパ ・ツアーで満員のクラブで演奏された。これを除けば、ラークスメンとの数回のライブパフォーマンスや、2006年のアルバムへのゲスト出演などを除けば、ボニウェルはミュージック・マシーン在籍後に300曲以上を書いたと主張しながらも、積極的な音楽キャリアには戻ることはなかった。2011年12月20日、ボニウェルは肺がんのためカリフォルニア州ヴィサリアの医療センターで死去。ドラマーのロナルド・"ロン"・エドガーは2015年2月23日に68歳で死去。ベースのキース・オルセンは2020年3月9日、74歳で死去。

## ディスコグラフィー

### スタジオアルバム
- (Turn On) The Music Machine (1966) US Billboard # 76[50]
- The Bonniwell Music Machine (1968)

### コンピレーション
- The Best of the Music Machine (1984)
- The Music Machine (1994)
- Beyond the Garage (1995)
- Rock 'n' Roll Hits (1997)
- Turn On: The Best of the Music Machine (1999)
- Ignition (2000)
- The Ultimate Turn On (2006)
- Rarities, Vol. 1: Last Singles & Demos (2014)
- Rarities, Vol. 2: Early Mixes & Rehearsals (2014)
- Re-Ignition (2015)

### シングル
- "Talk Talk" b/w "Come on In" (1966) US Billboard # 15[51]
- "The People in Me" b/w "Masculine Intuition" (1967) US Billboard # 66[51]
- "Double Yellow Line" b/w "Absolutely Positively" (1967) US Billboard # 111[51]
- "The Eagle Never Hunts the Fly" b/w "I've Loved You" (1967)
- "Hey Joe" b/w "Taxman" (1967)
- "Advise and Consent" b/w "Mother Nature, Father Earth" (1969)

#### ボニウェル・ミュージック・マシーン
- "Bottom of the Soul" b/w "Astrologically Incompatible" (1967)
- "Me, Myself and I" b/w "Soul Love" (1968)
- "Tin Can Beach" b/w "Time Out for a Daydream" (1968)
- "You'll Love Me Again" b/w "To the Light" (1968)
- "Point of No Return" b/w "King Mixer" (1997)

#### その他
- "Nothing's Too Good for My Car" b/w "So Long Ago" (1968, as the Friendly Torpedos)